# Cearodesmus gomesi
Cearodesmus gomesi är en mångfotingart som beskrevs av Shubart 1945. Cearodesmus gomesi ingår i släktet Cearodesmus och familjen Chelodesmidae. Inga underarter finns listade i Catalogue of Life.